# 涅柔斯
涅柔斯（Νηρεύς / ）是希腊神话中的一个海神，蓬托斯（大海）和盖娅（大地）的儿子。赫西俄德的《神谱》中称“由于他值得信赖、和蔼可亲、不忘正义、公正善良，故人们称他‘长者’。”
他和水仙女多里斯是海仙女的双亲，他们一家住在爱琴海中。他拥有变身的能力，但不管他如何变化，赫拉克勒斯还是抓住了他，逼他用预言的能力帮助其找到金苹果园。涅柔斯和普罗透斯（“第一”）似乎是宙斯推翻克洛诺斯后由波塞頓取代的古代海神的代表。